# Eurovision Song CZ 2020
Der 3. Eurovision Song CZ fand am 3. Februar 2020 statt und war der tschechische Vorentscheid für den Eurovision Song Contest 2020 in Rotterdam (Niederlande). Wie schon in den zwei Jahren zuvor, fand die Vorentscheidung auch 2020 komplett online statt. Benny Cristo gewann den Vorentscheid mit seinem Lied Kemama.

## Format

### Konzept
Am 28. Januar 2019 bestätigte die öffentlich-rechtliche Fernsehanstalt Česká televize (ČT) Tschechiens Teilnahme beim Eurovision Song Contest 2020. Dabei gab der Sender ebenfalls bekannt, dass es 2020 eine Vorentscheidung geben sollte, die live stattfinden sollte und auch im Fernsehen übertragen werden sollte. Am 6. November 2019 bestätigte ČT allerdings, dass die Vorentscheidung auch 2020 wieder vollständig online ablaufen wird. Das Online-Voting soll am 20. Januar 2020 starten und bis zum 2. Februar 2020 andauern. Eine Live-Übertragung der Vorentscheidung im Fernsehen sei erst ab 2021 denkbar.
Am 3. September 2019 gab ČT bekannt, dass am Konzept von 2018 und 2019 festgehalten wird. Somit werden erneut acht Interpreten mit einem Lied antreten, während 50 % des Endergebnisses von einer internationalen Jury bestimmt werden. Die restlichen 50 % des Endergebnisses werden vom Online-Voting bestimmt. Der Sieger wird dann Tschechien beim Song Contest 2020 vertreten.

### Beitragswahl
Vom 29. Januar 2019 bis zum 31. Juli 2019 konnten interessierte Musiker und Komponisten Lieder bei ČT einreichen. Dabei gab es außer der Einhaltung der Song Contest-Regeln keine Einschränkungen bei der Einsendung von Beiträgen. Allerdings musste ein Sänger eine tschechische Staatsbürgerschaft vorweisen. Bei mehr als einem Sänger reichte es, wenn eines der Mitglieder die tschechische Staatsbürgerschaft besitzt.
Am 12. August 2019 gab ČT bekannt, dass sie 152 Lieder erhalten haben. Damit wurden fast weniger als die Hälfte der Beiträge 2019 eingereicht. Trotzdem konnte erneut ein Anstieg an Beiträgen aus Tschechien verbucht werden. So erhielt ČT für 2020 72 Beiträge aus Tschechien, was zwölf mehr sind als noch im Vorjahr. In der nächsten Phase des Auswahlprozesses hörten sich eine Jury, bestehend aus Jan Potměšil, Jan Bors, Kryštof Šámal, Marvin Dietmann und Cyril Hirsch, alle Lieder an und die Lieder auswählen, welche am Ende in der Vorentscheidung zu sehen sein werden. Zunächst wurden die 152 Lieder auf 20 Lieder reduziert. Über vier Lieder und deren Interpreten war man sich auf Anhieb einig und wählte diese für den Vorentscheid. Weitere zwölf Interpreten wurden zu einer Audition-Runde am 27. und 28. August 2019 in Prag eingeladen. In der Audition, die komplett in englischer Sprache abgehalten wurde, mussten die Kandidaten ein Lied ihrer Wahl singen, ihr eingereichtes Lied und dessen Hintergrund vorzustellen sowie darlegen, wie sie ihn auf der Bühne präsentieren würden. Letztendlich mussten sie beantworten, was der Eurovision Song Contest persönlich für sie bedeutet.
Danach haben die Produzenten mit den acht Teilnehmern an deren Liedern gearbeitet, sodass dem tschechischen und internationalen Publikum die bestmögliche Auswahl geboten werden soll.

## Teilnehmer
Am 2. Dezember gab ČT bekannt, dass nur noch sieben Teilnehmer antreten und diese am 13. Januar 2020 vorgestellt werden. Ihre Lieder werden eine Woche später am 20. Januar 2020 um 8:00 Uhr (MEZ) veröffentlicht.

### Zurückkehrende Interpreten
| Interpret       | Vorheriges Teilnahmejahr |
| --------------- | ------------------------ |
| Barbora Mochowa | 2019                     |
| Pam Rabbit      | 2019                     |

## Finale
Der Sieger der tschechischen Vorentscheidung soll, wie in den Vorjahren, an einem Montag, dem 3. Februar 2020 bekannt gegeben werden.
| Platz | Interpret         | Lied Musik (M) und Text (T)                                                               | Sprache  | Übersetzung (Inoffiziell)                      | Jury    | Jury   | Zuschauerstimmen (Eurovision-App) | Gesamt |
| Platz | Interpret         | Lied Musik (M) und Text (T)                                                               | Sprache  | Übersetzung (Inoffiziell)                      | Stimmen | Punkte | Zuschauerstimmen (Eurovision-App) | Gesamt |
| ----- | ----------------- | ----------------------------------------------------------------------------------------- | -------- | ---------------------------------------------- | ------- | ------ | --------------------------------- | ------ |
| 1.    | Benny Cristo      | Kemama M: Osama Verse-Atile; T: Ben Cristovao, Charles Sarpong                            | Englisch | –                                              | 78      | 10     | 12                                | 22     |
| 2.    | Elis Mraz & Čis T | Wanna Be Like M: Elis Mraz; T: Elis Mraz, Čis T                                           | Englisch | Will sein wie                                  | 75      | 8      | 10                                | 18     |
| 3.    | Barbora Mochowa   | White & Black Holes M: Barbora Mochowa, Viliam Béreš; T: Barbora Mochowa, Tereza Frantová | Englisch | Weiße & schwarze Löcher                        | 87      | 12     | 2                                 | 14     |
| 4.    | We All Poop       | All the Blood (Positive Song Actually) M: Šimon Martínek, Michal Jiráň; T: Jakub Božek    | Englisch | Das ganze Blut (Eigentlich ein positives Lied) | 66      | 4      | 8                                 | 12     |
| 5.    | Karelll           | At Least We've Tried M/T: Karelll                                                         | Englisch | Zumindest haben wir es versucht                | 67      | 6      | 4                                 | 10     |
| 6.    | Olga Lounová      | Dark Water M/T: Aleena Gibson, Ashley Dudokovich, Olga Lounová, Trevor Muzzy              | Englisch | Schwarzes Wasser                               | 55      | 3      | 6                                 | 09     |
| 6.    | Pam Rabbit        | Get Up M/T: Boris Carloff, Pamela Koky                                                    | Englisch | Aufstehen                                      | 67      | 6      | 3                                 | 09     |

### Juryvoting
| Interpret | Lied                 | ET | SI | NO | BG | AU | FI | ES | PL | MT | GR | Intern. | Gesamt |
| --- | -------------------- | -- | -- | -- | -- | -- | -- | -- | -- | -- | -- | ------- | ------ |
| Barbora Mochowa | White & Black Holes  | 10 | 10 | 3  | 12 | 8  | 3  | 3  | 10 | 12 | 12 | 4       | 87     |
| Benny Cristo | Kemama               | 12 | 6  | 8  | 6  | 12 | 6  | 8  | 4  | 2  | 6  | 8       | 78     |
| Elis Mraz & Čis T | Wanna Be Like        | 8  | 2  | 12 | 8  | 10 | 4  | 10 | 3  | 4  | 4  | 10      | 75     |
| Karelll | At Least We've Tried | 2  | 4  | 4  | 3  | 6  | 12 | 12 | 6  | 8  | 8  | 2       | 67     |
| Olga Lounová | Dark Water           | 3  | 8  | 10 | 2  | 4  | 10 | 2  | 2  | 6  | 2  | 6       | 55     |
| Pam Rabbit | Get Up               | 4  | 12 | 2  | 10 | 3  | 8  | 4  | 8  | 3  | 10 | 3       | 67     |
| We All Poop | All the Blood        | 6  | 3  | 6  | 4  | 2  | 2  | 6  | 12 | 10 | 3  | 12      | 66     |
| Jury-Punktesprecher |                      |    |    |    |    |    |    |    |    |    |    |         |        |
| - – Stig Rästa - – Zala Kralj & Gašper Šantl - – KEiiNO - – Kristian Kostow - – Isaiah Firebrace - – Sebastian Rejman - – Miki - – Kasia Moś - – Michela - – Katerine Duska |                      |    |    |    |    |    |    |    |    |    |    |         |        |